# Lyperosomum
Genre
Synonymes
- Oswaldoia Travassos, 1919
- Dicrocoelioides Dollfus, 1954
- Paralutztrema Faust, 1967
- Lyperosomoides Yamaguti, 1971

Lyperosomum est un genre de trématodes de la famille des Dicrocoeliidae.

## Liste des espèces
Selon BioLib (8 août 2019) :
- Lyperosomum alagesi (Skrjabin & Udinstev, 1930)
- Lyperosomum alaudae (Strom & Sondak, 1935)
- Lyperosomum alectoris (Nöller & Enigk, 1932)
- Lyperosomum armenicum (Stcherbakova, 1942)
- Lyperosomum clathratum (Deslongchamps, 1824)
- Lyperosomum collurionis (Skrjabin & Issatschikov, 1927)
- Lyperosomum dujardini (Strom & Sondak, 1935)
- Lyperosomum emberizae Yamaguti, 1941
- Lyperosomum longicauda (Rudolphi, 1809)
- Lyperosomum oswaldoi (Travassos, 1917)
- Lyperosomum pawlowskyi (Strom, 1928)
- Lyperosomum petrovi Kasimov in Skrjabin & Evranova, 1953
- Lyperosomum rossicum (Skrjabin & Issaitschikoff, 1927)
- Lyperosomum schikhobalovi Kasimov in Skrjabin & Evranova, 1953
- Lyperosomum skrjabini (Solov'ev, 1911)
- Lyperosomum soricis (Diesing, 1858)
- Lyperosomum transcarpathicus Bychowskaja-Pavlovskaja & Kulakova, 1978
- Lyperosomum transversogenitale Layman, 1922
- Lyperosomum turdia (Ku, 1938)
- Lyperosomum vulpis Paggi & Biocca, 1959

## Publication originale
- Looss, 1899 : Weitere Beiträge zur Kenntniss der Trematoden-Fauna Aegyptens, zugleich Versuch einer natürlichen Gliederung des Genus Distomum Retzius. Zoologische Jahrbücher, vol. 12, p. 521-784 (texte intégral).